# Sabana Llana Sur
Sabana Llana Sur es un barrio ubicado en el municipio de San Juan en el estado libre asociado de Puerto Rico. En el Censo de 2010 tenía una población de 41.346 habitantes y una densidad poblacional de 3.822,74 personas por km².

## Geografía
Sabana Llana Sur se encuentra ubicado en las coordenadas 18°23′3″N 66°1′18″O / 18.38417, -66.02167. Según la Oficina del Censo de los Estados Unidos, Sabana Llana Sur tiene una superficie total de 10.82 km², de la cual 10.81 km² corresponden a tierra firme y (0.02%) 0 km² es agua.

## Demografía
Según el censo de 2010, había 41.346 personas residiendo en Sabana Llana Sur. La densidad de población era de 3.822,74 hab./km². De los 41.346 habitantes, Sabana Llana Sur estaba compuesto por el 72.78% blancos, el 14.63% eran afroamericanos, el 0.76% eran amerindios, el 0.37% eran asiáticos, el 7.82% eran de otras razas y el 3.63% pertenecían a dos o más razas. Del total de la población el 98.97% eran hispanos o latinos de cualquier raza.